# Guaymitas, Mexiko
Guaymitas är en ort i Mexiko.   Den ligger i kommunen Navojoa och delstaten Sonora, i den nordvästra delen av landet, 1 400 km nordväst om huvudstaden Mexico City. Guaymitas ligger 39 meter över havet och antalet invånare är 1 301.
Terrängen runt Guaymitas är platt. Runt Guaymitas är det ganska glesbefolkat, med 36 invånare per kvadratkilometer. Närmaste större samhälle är Navojoa, 4,5 km söder om Guaymitas. Omgivningarna runt Guaymitas är i huvudsak ett öppet busklandskap.